# Flumini di Quartu
Flumini di Quartu è l'unica frazione di Quartu Sant'Elena.

## Geografia fisica

### Territorio
Flumini (come viene chiamato abitualmente) dista circa sette km da Quartu e si raggiunge attraverso la via Leonardo da Vinci. Fa parte della circoscrizione di Flumini anche il piccolo villaggio di Sant'Andrea appartenente attualmente al comune di Quartu.
Sorge sul fiume  Su Pau considerato in antichità il fiume più importante di Quartu. Nella sua costa si trovano varie spiagge sia sabbiose sia rocciose.
L'entroterra si snoda tra la costa e il Massiccio di Sette Fratelli. Presenta una singolare varietà di ambienti naturali, dalla classica macchia mediterranea a piccoli sistemi fluviali e lacustri, in cui son presenti specie animali d'alto interesse naturalistico (ad esempio il pollo sultano). Il suo territorio arriva a lambire il massiccio dei Sette Fratelli, e il sistema collinare che lo circonda arriva a tuffarsi in mare, nella zona che va da Capitana in poi.

## Storia
Nasce dalle lottizzazioni avviate nella zona a partire dalla seconda metà del XX secolo.
Attualmente la frazione spinge per ottenere l'autonomia dal comune di Quartu in quanto alcuni cittadini si sentono trascurati dall'amministrazione comunale. Per sventare la secessione uno stesso partito di maggioranza ha proposto di trasformare l'intero territorio della quarta circoscrizione (Flumini appunto) in una municipalità affidandogli l'incarico di provvedere alla manutenzione stradale, delle linee elettriche e idriche, e competenze di bilancio e di gestione uffici.
Tale istituzione permetterebbe anche un maggiore avvicinamento dei cittadini all'Amministrazione, nonché la creazione di servizi decentrati che permetterebbero ai residenti un maggiore accesso alla macchina del Comune.

## Monumenti e luoghi d'interesse

### Architetture religiose
Nel suo territorio si trova la chiesa parrocchiale di Santa Maria degli Angeli, costruita nella seconda meta del novecento sulla scia della veloce espansione della frazione, e la chiesa di Sant'Andrea, risalente al XV secolo.

### Siti archeologici
Nel litorale è presente una villa romana, in parte sommersa dal mare, risalente all'età imperiale; il sito è stato ristrutturato nel 2015.

## Società

### Istituzioni, enti e associazioni
Nel territorio di Flumini è presente da quasi vent'anni un nutrito gruppo scout chiamato Scaut Raider Sardi.
Le attività sono molteplici e coinvolgono un crescente numero di membri di tutte le età.
Nel 2012 si è tenuto il ventennale della Sezione.
Nella foce del fiume Su Pau si svolgono ogni estate diversi falò giovanili chiamati "Mostro Falò".
Dal 2012 in Flumini opera l'associazione culturale itamicontas ONLUS

## Sport

### Calcio
- Il Flumini Quartu che milita attualmente in Seconda Categoria